# Molnár Márk
Molnár Márk (Pécs, 1949. augusztus 19.) orvos, neurológus, pszichofiziológus, tudományos kutató, az ELTE Pedagógiai és Pszichológiai Kar egyetemi tanára. Az MTA TTK Kognitív Idegtudományi és Pszichológiai Intézet tudományos tanácsadója. Az MTA doktora (2001) az orvostudományok szakterületen. Az ELTE Pszichológiai Doktori Iskola törzstagja.

## Kutatási területe
A pszichés folyamatokkal korreláló  spontán és kiváltott (stroke betegeken, öregedés során, Alzheimer-kórban, pszichoaktív élvezeti szerek hatásaként megváltozott) agyi elektromos tevékenység elemzése elsősorban káosz-elméleti, nemlineáris, és hálózat-elméleti módszerekkel.

## Életútja, munkássága
1967-ben érettségizett a Nagy Lajos Gimnáziumban. Felsőfokú tanulmányokat a pécsi és a debreceni orvostudományi egyetemen folytatott, Debrecenben avatták orvosdoktorrá summa cum laude minősítéssel 1973-ban. Később a neurológia  (1977) és az elektroenkefalográfia (1997) területén tett szakvizsgát. Orvosi pályafutását a Pécsi Orvostudományi Egyetem Ideg-elmeklinikáján kezdte, mint klinikai orvos (1973-1976). 1976-ban került az MTA Pszichológiai Kutatóintézetébe, ahol tudományos főmunkatársként, tudományos tanácsadóként (2001. november 1-jétől), majd a Pszichofiziológiai Osztály vezetőjeként (1993-2010), jelenleg (2010-től) tudományos tanácsadóként dolgozik. Szakmai előmenetele tudományos előmenetelét követte, 1989-ben védte meg kandidátusi disszertációját orvostudományi szakterületen, 1998-ban pszichológiából habilitált a Debreceni Egyetemen, 2001-ben az MTA doktora orvostudományból.
Tudományos tájékozódását, nemzetközi szakmai kapcsolatainak alakulását jótékonyan mozdították előre az Egyesült Államokban tett tanulmányútjai (Houston, Texas; Baylor College of Medicine (BCM), Department of  Neurology, Section of Neurophysiology, 1980-81, 1985, 1989-91), melyek alkalmából houstoni (Texas Állam) kollégáival működhetett együtt az agyi bioelektromos tevékenység egyes potenciálformáinak ion-mechanizmusai; a stressz-ingerek hatásmechanizmusainak elektrofiziológiai elemzése poligráf módszerekkel, a káosz-elmélet alkalmazása az agyi elektromos tevékenység vizsgálatában (epilepszia, alvás, eseményfüggő kiváltott potenciálok).
Tudományos kutatói és tudományszervezői tevékenysége mellett 1988-tól a Szent Rókus Kórház EEG laboratóriumaiban klinikai EEG értékelést végez. Jelenleg a kórház EEG laboratóriumát vezeti. 1999-től az MTA-ELTE kihelyezett Pszichofiziológiai Központját vezette, majd ugyanitt 2005. szeptember 1-jétől kinevezték egyetemi tanárrá. Itt a Pszichofiziológiai Központ programjaként részt vesz a felsőoktatásban, s még az ELTE PPK Pszichológiai Intézetében oktat pszichofiziológiát magyar és angol nyelven. Kurzus előadóként részt vesz az ELTE PPK pszichológusképzés MA programjában, s még témavezetőként ill. előadóként az ELTE PPK és a SE doktori programjában. Témavezetettjei közül 2005 és 2015 között 5 fő érte el a PhD fokozatot.
Tudományos eredményeit magyar és angol nyelvű szakfolyóiratokban, konferencia-kiadványokban, könyvekben adja közre. Összes tudományos közleményeinek száma: 194; független idézettsége: 1145; H-index : 20; (kumulatív) impakt faktora: 123,319.

## Tudományos tevékenysége
- Debreceni Orvostudományi Egyetem Élettani Intézetében (1969-1973) Téma: a harántcsíkolt izom ingerületi folyamatainak vizsgálata mikroelektrofiziológiai módszerekkel. (Előadások hazai és nemzetközi diákköri kongresszusokon, két díjazott pályamunka.)
- A Pécsi Orvostudományi Egyetem, Ideg-elmeklinika (1973-76). Témák: a kísérletes úton előidézett epilepsziás rohamok terjedési mechanizmusai, ill. a rohamokat kísérő agyi véráramlás változásokat elemzése állatkísérletekben, elektrofiziológiai módszerekkel. Az organikus eredetű tudatzavarok EEG-jellegzetességei.
- Az MTA Pszichológiai Intézete, Pszichofiziológiai Osztály (1976 -) Témák: elektrofiziológiai módszerekkel emberen (egészséges személyeken és különböző neuropszichiátriai megbetegedésekben), valamint (korábban állatkísérletekben, később emberen) a pszichés folyamatokkal, kiemelten az öregedéssel korreláló agyi elektromos potenciálok elemzése, elsősorban nemlineáris  matematikai módszerekkel.

## Tudományos közleményei (válogatás)
- Skinner J E, Molnár M (1983). Event-related extracellular potassium ion activity changes in frontal cortex of the conscious cat. JOURNAL OF NEUROPHYSIOLOGY 44: pp. 204–215. (1983)
- Molnár M (1989). Akusztikus kérgi kiváltott potenciálok intrakortikális összetevői. Kandidátusi disszertáció.
- Molnár M, Karmos G, Csépe V, Winkler I (1989). Intracortical auditory evoked potentials during classical aversive conditioning in cats. In: Renault B, Kutas M, Coles MGH, Gaillard AWK (szerk.) Event related potential investigations of cognition. Amsterdam: Amsterdam, North-Holland. pp. 339–350.
- Molnar M (2001). Low-dimensional versus high-dimensional chaos in brain function - is it an and/or issue? BEHAVIORAL AND BRAIN SCIENCES 24:(5) pp. 823–824.
- Molnár M (2001) Az agy bioelektromos tevékenységének káosz-elméleti elemzése. Disszertáció. (MTA Doktora)
- Tóth E, Kondákor I, Túry F, Gáti Á, Weisz J, Molnár M (2004). Nonlinear and linear EEG complexity changes caused by gustatory stimuli in anorexia nervosa, INTERNATIONAL JOURNAL OF PSYCHOPHYSIOLOGY 51: pp. 253–260.
- Molnár M, Csuhaj R, Horváth SZ, Vastagh I, Gaál ZSA, Czigler B, Bálint A, Csikós D, Nagy Z (2006). Spectral and complexity features of the EEG changed by visual input in a case of subcortical stroke compared to healthy controls. CLINICAL NEUROPHYSIOLOGY 117:(4) pp. 771–780.
- Molnár M, Boha R, Czigler B, Gaál ZsA (2010). The acute effect of alcohol on various memory processes. INTERNATIONAL JOURNAL OF PSYCHOPHYSIOLOGY 24:(4) pp. 249–252.
- Molnár Márk, Nagy H, Czigler B, Kovács Zs, Gaál Zs, Boha R (2010) Spektrális EEG-mutatók és személyiség-jellemzők korrelációs elemzés, PSZICHOLÓGIA 30: (1) pp. 17–30.
- Molnár M, Boha R, Czigler B, Gaál ZsA, Benyovszky M, Róna K, Klausz G  (2009) The acute effect of low dose alcohol on working memory during mental arithmetics. II. Changes of linear and non-linear EEG-complexity in the theta band, heart rate and electrodermal activity. INTERNATIONAL JOURNAL OF PSYCHOPHYSIOLOGY 73:(2) pp. 138–142.
- Tóth B, File B, Boha R, Kardos Zs, Hidasi Z, Gaál ZsA, Csibri É, Salacz P, Stam CJ, Molnár M. EEG network connectivity changes in mild cognitive impairment — Preliminary results. INTERNATIONAL JOURNAL OF PSYCHOPHYSIOLOGY 92:(1) pp. 1–7. (2014)[5]

## Szerkesztőbizottsági tagság
- International Journal of Psychophysiology (Int J Psychophysiol)[6]
- Frontiers of Human Neuroscience

## Tudományos tisztségek
- MOK Pest megyei Tudományos Tanácsadó Testülete (tag);
- MTA Pszichológiai Bizottság (tag);
- ELTE PPK Tudományos Bizottság (tag).

## Társasági tagság
- European Neuroscience Association;
- European Brain and Behavior Society;
- Federation of European Psychophysiological Societies (magyar képviselő);
- International Organization of Psychophysiology (Board of Governors tagja);
- Magyar Pszichológiai Társaság;
- Magyar Klinikai EEG és Neurofiziológiai Társaság;
- Magyar Élettani Társaság (vezetőségi tag);
- European Society of Cognitive and Autonomic Neuroscience (ESCAN) (alapító tag 2008)

## Díjak, elismerések (válogatás)
- Tudományos diákköri munkásságért 1973-ban Veszprémi díj
- Tudományos munkáért Akadémiai Ifjúsági díj (1980)
- Széchenyi Professzori Ösztöndíj (1999)
- Semmelweis Nap alkalmából Főigazgatói Dicséret (Szent Rókus Kórház, 2000)
- 2015 Pro facultate díj (ELTE PPK)